# Vega de Pindolas
Vega de Pindolas (oficialmente y en asturiano: A Veiga de Pindolas) es una aldea perteneciente a la parroquia de Mohías, en el concejo de Coaña, comarca de Eo-Navia, Principado de Asturias, España.